# Мечеть Куба
Мечеть Куба (араб. مسجد قباء) — одна з найстаріших мечетей світу. Розташована неподалік священного для мусульман міста Медини. Її перше каміння закладено пророком Мухаммедом, але мечеть закінчена його соратниками.

## Архітектура
Єгипетський архітектор, якому в XX столітті доручено побудувати велику мечеть, щоб замінити стару мечеть, мав намір включити стару мечеть у проект, але вона була зрита і її місці виникла нова.
Нова мечеть складається із прямокутної молитовної зали, піднятої на другий рівень. Молитовна зала з'єднана з:
- житловими областями,
- офісами,
- залом очищення,
- магазинами, та
- бібліотекою

Шість додаткових входів є по північній, східній та західній сторонах фасаду. Чотири мінарети відзначають кути молитовної зали.